# Lijst van Duitse ministers van Volksgezondheid

## Bondsministers van Volksgezondheid van deBondsrepubliek Duitsland(1961–heden)
| Nr.  | Bondsminister van Volksgezondheid Bundesminister für Gesundheit                                                        | Bondsminister van Volksgezondheid Bundesminister für Gesundheit                                                        | Bondsminister van Volksgezondheid Bundesminister für Gesundheit                                                        | Ambtstermijn            | Ambtstermijn      | Partij(en)     | Bonds- kanselier(s)              | Kabinet(ten) |
| ---- | --- | --- | --- | ----------------------- | ----------------- | -------------- | -------------------------------- | ------------ |
| 1    | | Elisabeth Schwarzhaupt                                                                                                 | Elisabeth Schwarzhaupt (1901–1986)                                                                                     | 14 november 1961        | 1 december 1966   | CDU            | Konrad Adenauer (1949–1963)      | Adenauer IV  |
| 1    | Adenauer V | Elisabeth Schwarzhaupt                                                                                                 | Elisabeth Schwarzhaupt (1901–1986)                                                                                     | 14 november 1961        | 1 december 1966   | CDU            | Konrad Adenauer (1949–1963)      |              |
| 1    | Ludwig Erhard (1963–1966)                                                                                              | Elisabeth Schwarzhaupt                                                                                                 | Elisabeth Schwarzhaupt (1901–1986)                                                                                     | 14 november 1961        | 1 december 1966   | CDU            | Erhard I                         |              |
| 1    | Ludwig Erhard (1963–1966)                                                                                              | Elisabeth Schwarzhaupt                                                                                                 | Elisabeth Schwarzhaupt (1901–1986)                                                                                     | 14 november 1961        | 1 december 1966   | CDU            | Erhard II                        |              |
| 2    | | Käte Strobel | Käte Strobel (1907–1996)                                                                                               | 1 december 1966         | 22 October 1969   | SPD            | Kurt Georg Kiesinger (1966–1969) | Kiesinger    |
| Nr.  | Bondsminister van Volksgezondheid, Jeugd en Familie Bundesminister für Gesundheit, Jugend und Familie                  | Bondsminister van Volksgezondheid, Jeugd en Familie Bundesminister für Gesundheit, Jugend und Familie                  | Bondsminister van Volksgezondheid, Jeugd en Familie Bundesminister für Gesundheit, Jugend und Familie                  | Ambtstermijn            | Ambtstermijn      | Partij(en)     | Bonds- kanselier(s)              | Kabinet(ten) |
| (2)  | | Käte Strobel | Käte Strobel (1907–1996)                                                                                               | 22 October 1969         | 15 december 1972  | SPD            | Willy Brandt (1969–1974)         | Brandt I     |
| 3    | | Katharina Focke | Katharina Focke (1922–2016)                                                                                            | 15 december 1972        | 14 december 1976  | SPD            | Willy Brandt (1969–1974)         | Brandt II    |
| 3    | Walter Scheel (1974)                                                                                                   | Katharina Focke | Katharina Focke (1922–2016)                                                                                            | 15 december 1972        | 14 december 1976  | SPD            |                                  | Brandt II    |
| 3    | Helmut Schmidt (1974–1982)                                                                                             | Katharina Focke | Katharina Focke (1922–2016)                                                                                            | 15 december 1972        | 14 december 1976  | SPD            | Schmidt I                        |              |
| 4    | Helmut Schmidt (1974–1982)                                                                                             | | Antje Huber | Antje Huber (1924–2015) | 14 december 1976  | 28 april 1982  | SPD                              | Schmidt II   |
| 4    | Helmut Schmidt (1974–1982)                                                                                             | Schmidt III | Antje Huber | Antje Huber (1924–2015) | 14 december 1976  | 28 april 1982  | SPD                              |              |
| 5    | Helmut Schmidt (1974–1982)                                                                                             | | Anke Fuchs | Anke Fuchs (1927–2019)  | 28 april 1982     | 1 oktober 1982 | SPD                              |              |
| 6    | | Heiner Geissler | Heiner Geissler (1930–2017)                                                                                            | 1 oktober 1982          | 25 september 1985 | CDU            | Helmut Kohl (1982–1998)          | Kohl I       |
| 6    | Kohl II | Heiner Geissler | Heiner Geissler (1930–2017)                                                                                            | 1 oktober 1982          | 25 september 1985 | CDU            | Helmut Kohl (1982–1998)          |              |
| 7    | | Rita Süssmuth | Rita Süssmuth (1937)                                                                                                   | 26 september 1985       | 6 juni 1986       | CDU            | Helmut Kohl (1982–1998)          |              |
| Nr.  | Bondsminister van Volksgezondheid, Jeugd, Vrouwen en Familie Bundesminister für Gesundheit, Jugend, Frauen und Familie | Bondsminister van Volksgezondheid, Jeugd, Vrouwen en Familie Bundesminister für Gesundheit, Jugend, Frauen und Familie | Bondsminister van Volksgezondheid, Jeugd, Vrouwen en Familie Bundesminister für Gesundheit, Jugend, Frauen und Familie | Ambtstermijn            | Ambtstermijn      | Partij(en)     | Bonds- kanselier(s)              | Kabinet(ten) |
| (7)  | | Rita Süssmuth | Rita Süssmuth (1937)                                                                                                   | 6 juni 1986             | 10 december 1988  | CDU            | Helmut Kohl (1982–1998)          | Kohl II      |
| (7)  | Kohl III | Rita Süssmuth | Rita Süssmuth (1937)                                                                                                   | 6 juni 1986             | 10 december 1988  | CDU            | Helmut Kohl (1982–1998)          |              |
| 8    | | Ursula Lehr | Ursula Lehr (1930–2022)                                                                                                | 10 december 1988        | 18 januari 1991   | CDU            | Helmut Kohl (1982–1998)          |              |
| Nr.  | Bondsminister van Volksgezondheid Bundesminister für Gesundheit                                                        | Bondsminister van Volksgezondheid Bundesminister für Gesundheit                                                        | Bondsminister van Volksgezondheid Bundesminister für Gesundheit                                                        | Ambtstermijn            | Ambtstermijn      | Partij(en)     | Bonds- kanselier(s)              | Kabinet(ten) |
| 10   | | Gerda Hasselfeldt | Gerda Hasselfeldt (1950)                                                                                               | 18 januari 1991         | 6 mei 1992        | CSU            | Helmut Kohl (1982–1998)          | Kohl IV      |
| 11   | | Horst Seehofer | Horst Seehofer (1949)                                                                                                  | 6 mei 1992              | 27 oktober 1998   | CSU            | Helmut Kohl (1982–1998)          | Kohl IV      |
| 11   | CSU | Horst Seehofer | Horst Seehofer (1949)                                                                                                  | 6 mei 1992              | 27 oktober 1998   | Kohl V         | Helmut Kohl (1982–1998)          |              |
| 12   | | Andrea Fischer | Andrea Fischer (1960)                                                                                                  | 27 oktober 1998         | 12 januari 2001   | B'90/DG        | Gerhard Schröder (1998–2005)     | Schröder I   |
| 13   | | Ulla Schmidt | Ulla Schmidt (1949) | 12 januari 2001         | 22 oktober 2002   | SPD            | Gerhard Schröder (1998–2005)     | Schröder I   |
| Nr.  | Bondsminister van Volksgezondheid en Sociale Zaken Bundesminister für Gesundheit und Soziale                           | Bondsminister van Volksgezondheid en Sociale Zaken Bundesminister für Gesundheit und Soziale                           | Bondsminister van Volksgezondheid en Sociale Zaken Bundesminister für Gesundheit und Soziale                           | Ambtstermijn            | Ambtstermijn      | Partij(en)     | Bonds- kanselier(s)              | Kabinet(ten) |
| (13) | | Ulla Schmidt | Ulla Schmidt (1949) | 22 oktober 2002         | 22 november 2005  | SPD            | Gerhard Schröder (1998–2005)     | Schröder II  |
| Nr.  | Bondsminister van Volksgezondheid Bundesminister für Gesundheit                                                        | Bondsminister van Volksgezondheid Bundesminister für Gesundheit                                                        | Bondsminister van Volksgezondheid Bundesminister für Gesundheit                                                        | Ambtstermijn            | Ambtstermijn      | Partij(en)     | Bonds- kanselier(s)              | Kabinet(ten) |
| (13) | | Ulla Schmidt | Ulla Schmidt (1949) | 22 november 2005        | 28 oktober 2009   | SPD            | Angela Merkel (2005–2021)        | Merkel I     |
| 14   | | Philipp Rösler | Philipp Rösler (1971)                                                                                                  | 28 oktober 2009         | 16 mei 2011       | FDP            | Angela Merkel (2005–2021)        | Merkel II    |
| 15   | | Daniel Bahr | Daniel Bahr (1976) | 16 mei 2011             | 17 december 2013  | FDP            | Angela Merkel (2005–2021)        | Merkel II    |
| 16   | | Hermann Gröhe | Hermann Gröhe (1961)                                                                                                   | 17 december 2013        | 14 maart 2018     | CDU            | Angela Merkel (2005–2021)        | Merkel III   |
| 17   | | Jens Spahn | Jens Spahn (1980) | 14 maart 2018           | 8 december 2021   | CDU            | Angela Merkel (2005–2021)        | Merkel IV    |
| 18   | | Karl Lauterbach | Karl Lauterbach (1963)                                                                                                 | 8 december 2021         | 6 mei 2025        | SPD            | Olaf Scholz (2021–2025)          | Scholz       |
| 19   | | Nina Warken | Nina Warken (1973) | 6 mei 2025              | heden             | CDU            | Friedrich Merz (2025–heden)      | Merz         |